# Bedford OXA (CBC)
O Bedford OXA foi um (CBC) Caminhão Blindado de Combate improvisado pelo exército britânico durante a Segunda Guerra Mundial. Foi baseado em um caminhão(pt-BR) ou camião(pt-PT?) modelo Bedford OXD de 1.5 toneladas.